# ليلى بنت الأغنياء (فلم)
ليلى بنت الأغنياء فيلم سينمائي مصري، من إنتاج عام 1946، وبطولة أنور وجدي وليلى مراد، وإخراج وإنتاج أنور وجدي.
قصة الفيلم مستوحاة من الفيلم الأمريكي حدث ذات ليلة.

## فريق العمل
- أنور وجدي في دور وحيد
- ليلى مراد في دور ليلى / فرحانة
- بشارة واكيم في دور حسن رستم باشا
- علوية جميل في دور منيرة هانم
- سعيد أبو بكر في دور جميل
- حسن فايق
- حسن كامل
- عبد النبي محمد

## أغاني الفيلم
ألف أغاني الفيلم حسين السيد، واشترك في تلحينها رياض السنباطي، ومحمود الشريف، وعزت الجاهلي.

## روابط خارجية
- مقالات تستعمل روابط فنية بلا صلة مع ويكي بيانات